# تورو هاسيغاوا
تورو هاسيغاوا (باليابانية: 長谷川 徹) (11 ديسمبر 1988 في سيتو في اليابان – )؛ هو لاعب كرة قدم ياباني سابق كان يلعب كحارس مرمى.

## وصلات خارجية
- تورو هاسيغاوا على موقع رابطة كرة القدم اليابانية للمحترفين (اليابانية)
- تورو هاسيغاوا على موقع قاعدة بيانات كرة القدم.إي يو (الإنجليزية)
- تورو هاسيغاوا على موقع Soccerway.com (الإنجليزية)
- تورو هاسيغاوا على موقع عالم كرة القدم.نت (الإنجليزية)
- تورو هاسيغاوا على موقع كووورة